# Tomaszów Mazowiecki
Tomaszów Mazowiecki là một thị trấn thuộc huyện Tomaszowski, tỉnh Łódźkie ở trung tâm Ba Lan. Thị trấn có diện tích 42 km². Đến ngày 1 tháng 1 năm 2011, dân số của thị trấn là 65210 người và mật độ 1579 người/km².